# Olympique Saumur Football Club
El Olympique de Saumur Football Club es un club francés de fútbol fundado en el año 2000 en la ciudad de Saumur. El club juega desde 2019 en el National 3, la quinta división del futbol francés.

## Palmarés
- Campeón CFA 2 (grupo G) de la Federación Francesa de Fútbol: 2011
- Campeón de DH de la Atlantic League2: 1971, 1978, 2007
- Ganador de la Atlantic Cup3: 1977, 2002, 2005, 2006, 2015, 2016
- Fuente:[1]

## Copa Francia
Entre las mejores participaciones de la copa, se destaca:
- La participación en los octavos de final en 2004-2005 ante el FC Nantes tras eliminar al Paris FC y al Amiens Sporting Club.
- En 2009-2010, los olímpicos repitieron esta hazaña, esta vez contra el Stade Rennes tras eliminar a la Berrichonne de Châteauroux.
- El club se clasificó por primera vez en su historia en los octavos de final de la Copa de Francia el 6 de marzo de 2021 al eliminar al U. S. Montagnarde, residente del Regional 1 (3-3, victoria 4 a 3 en los penaltis).

## Jugadores

### Jugadores destacados
- Eduardo Oliveira
- Bruno Bresson
- Clement Martin